# Virginia Squires
Los Virginia Squires fue un equipo de baloncesto que perteneció a la  American Basketball Association que existió desde 1970 hasta 1976. Los Squires fueron originalmente los Oakland Oaks desde 1967, ganando el título de campeón en 1969. De allí se trasladaron a la capital, Washington, donde se convirtieron en los Washington Caps. Más adelante, en 1970, llegaron definitivamente a Norfolk, Virginia.

## Historia
La historia del equipo en la ciudad de Virginia empezó con controversia. Su gran estrella cuando eran los Oakland Oaks, Rick Barry, apareció en las publicaciones deportivas de la época con la camiseta de los Squires, pero hizo una serie de declaraciones descalificando a los habitantes del estado sureño, lo cual enfadó mucho a su público, lo que hizo que fuera vendido a los New York Nets. A pesar de ello, acabaron esa temporada en primera posición de su Conferencia, pero perdieron en play-offs ante los Kentucky Colonels. En 1971 se hacen con su gran estrella, Julius Erving, un extraordinario y espectacular jugador, pero no logran pasar de la segunda ronda de play-offs.
En la siguiente temporada, coinciden en el equipo tanto el Dr.J como un joven George Gervin, que solo jugarían una temporada juntos, siendo de nuevo eliminados en la primera ronda de la fase final. Al verano siguiente, Gervin fue vendido a los San Antonio Spurs y Erving a los New York Nets. En ese año empieza el declive del equipo, acabando en el último año de la liga en activo en la novena posición final.

## Trayectoria en la ABA
| Temporada | Nombre del equipo | Balance | Temp. Regular      | Play-offs                 |
| --------- | ----------------- | ------- | ------------------ | ------------------------- |
| 1967-68   | Oakland Oaks      | 22-56   | 6.ª División Oeste |                           |
| 1968-69   | Oakland Oaks      | 60-18   | 1.ª División Oeste | Campeón de la ABA         |
| 1969-70   | Washington Caps   | 44-40   | 3.ª División Oeste | Pierde en semis del Oeste |
| 1970-71   | Virginia Squires  | 55-29   | 1.ª División Este  | Pierde en final del Este  |
| 1971-72   | Virginia Squires  | 45-39   | 2.ª División Este  | Pierde en final del Este  |
| 1972-73   | Virginia Squires  | 42-42   | 3.ª División Este  | Pierde en semis del Este  |
| 1973-74   | Virginia Squires  | 28-56   | 4º División Este   | Pierde en semis del Este  |
| 1974-75   | Virginia Squires  | 15-69   | 5º División Este   |                           |
| 1975-76   | Virginia Squires  | 15-68   | 9º ABA             |                           |